# Al Hoosman
Alston James Hoosman (né le 4 octobre 1918 à Waterloo (Iowa), mort le 25 octobre 1968 à Munich) est un acteur et boxeur américain.

## Biographie
Hoosman est un boxeur amateur dans la catégorie poids lourds et remporte le combat pour le titre des California Golden Gloves en 1939. Il gagne contre Lee Savold au Madison Square Garden en 1946. Il appartient à la même écurie de boxe que Joe Louis, contre qui il s'est battu en 1948. Il se bat aussi notamment contre Jo Weidin ou Tommy Farr.
En novembre 1940, Hoosman est enrôlé dans l'armée où il doit subir une opération aux yeux. À partir de 1943, il vit dans le Queensland, où il est encore boxeur, et dirige également le Doctor Carver Service Club pour le personnel de l'armée américaine. Vers la fin des années 1940, il est transféré en Allemagne où il s'installe après avoir été libéré de l'armée. Hoosman ouvre un bar et s'implique dans le soutien aux enfants orphelins métis. En 1960, il fonde l'organisation Cause pour ce soutien.
Entre 1952 et 1967, Hoosman apparaît dans plusieurs films allemands.

## Filmographie

### Cinéma
- 1952 : Toxi (de) de Robert A. Stemmle
- 1953 : Jonny rettet Nebrador (de) de Rudolf Jugert
- 1954 : Sanatorium total verrückt d'Alwin Elling
- 1954 : Mädchen mit Zukunft de Thomas Engel
- 1954 : Boulevard des plaisirs (de) de Wolfgang Liebeneiner
- 1954 : Phantom des großen Zeltes de Paul May
- 1957 : Tante Wanda aus Uganda de Géza von Cziffra
- 1959 : Besuch aus heiterem Himmel (de) de Ferdinand Dörfler
- 1960 : Orientalische Nächte de Heinz Paul
- 1960 : Le Vengeur défie Scotland Yard de Karl Anton
- 1961 : Ville sans pitié de Gottfried Reinhardt
- 1961 : Toller Hecht auf krummer Tour (de) d'Ákos Ráthonyi
- 1962 : Cinq Semaines en ballon d'Irwin Allen
- 1967 : Le Valet de carreau de Don Taylor
- 1968 : Pas de pitié pour les salopards de Giorgio Stegani

### Télévision
- 1957 : Monsignores große Stunde
- 1957 : Der versteinerte Wald
- 1959 : Leihauslegende
- 1959 : Der Besuch der alten Dame (de)
- 1959 : Das große Messer
- 1960 : Die Nacht in Zaandam
- 1961 : Kinderstunde - Gepäckschein 666 (série télévisée)
- 1964 : Lebenskünstler
- 1965 : Judith
- 1966 : Gewagtes Spiel – Verstummte Trommel (série télévisée)
- 1966 : Herrenhaus
- 1966 : Endkampf
- 1967 : Hulla di Bulla
- 1967 : So war Herr Brummell
- 1967 : Jetzt schlägt’s 13

## Crédit d'auteurs
- (de) Cet article est partiellement ou en totalité issu de l’article de Wikipédia en allemand intitulé « Al Hoosman » (voir la liste des auteurs).